# Brachyotum sertulatum
Brachyotum sertulatum es una especie de arbusto de la familia  Melastomataceae, endémica del páramo de Las Papas, en el Macizo Colombiano, encontrada entre los 3.330 y 3.520 m de altitud.

## Descripción
Alcanza 70 cm de altura. Ramas cuadrangulares, de corteza que se desprende en láminas delgadas, las basales desnudas de hojas, con tricomas estrigosos de hasta 1,2 mm. Hojas coriáceas, agrupadas hacia el ápice de las ramas; con pecíolo de 2 mm de largo; lámina de 5 a 12 mm por 2,5 a 7,5 mm, de elíptica a anchamente ovada, con la base de obtusa a redondeada y el ápice agudo; haz glabra, con una hilera submarginal de 6 a 11 tubérculos a cada lado, de 0,8 a 1,0 mm de largo, lisos, de color amarillo claro con puntas rojizas, que contrastan vivamente con la superficie verde oliva y dan la apariencia de un margen aserrado; envés glabro excepto por muy escasos tricomas.
Flores solitarias, en las ramas terminales, pentámeras, de 21a 25 mm de largo; pedicelo 10 a 14 mm de largo, arqueado hacia abajo. Hipanto rojo de 4,8 a 7 mm por 6 a 7 mm, estrigoso, con tricomas de 1,2 a 2 mm de largo; lóbulos del cáliz de 7 a 9 mm por 5 a 6 mm, rojos, estriados, imbricados en el botón, por fuera con pilosidad, glabros por dentro. Pétalos de 16 a 22 mm por 14,5 a 16 mm, negro-morados, brillantes, obovados, redondeados en el ápice, glabros, ciliados en el tercio superior. Estambres isomorfos, los filamentos de 5 mm de largo; anteras con 5 mm de largo. Ovario setuloso en el tercio superior, con estilo de 20 mm de largo y estigma inconspicuo.